# テラマックス

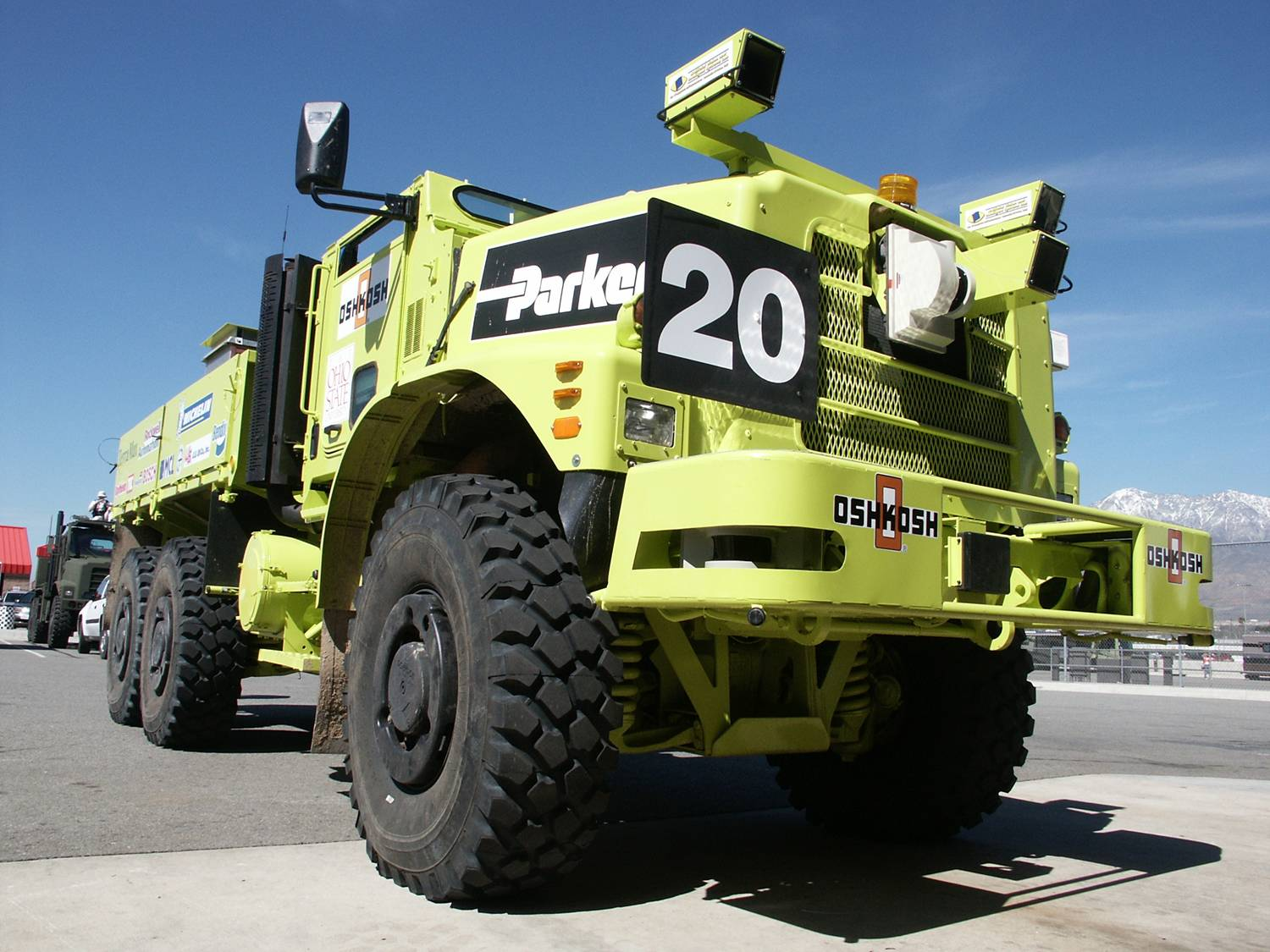
DARPAグランドチャレンジ (2004年)におけるテラマックス

テラマックス（英: TerraMax）は、アメリカ合衆国のオシュコシュ社が開発した無人自動車の商標である。
MTVRをベースにつくられた無人補給車であり、輸送任務における兵士の損害を減らすためにオシュコシュ社、パラマ大学のVislabとロックウェル・コリンズによって開発された。
DARPAグランド・チャレンジにおいて、6輪駆動車が2004年と2005年に、4輪駆動車が2007年に出場し、2005年には完走している。以来、オシュコシュ社はアメリカ国防総省のために技術開発を継続する。テラマックスは現在、アメリカ軍とイギリス軍に供給される。危険度の高い地域で、兵士が攻撃や待ち伏せを受けないよう、偵察と貨物輸送に用いられる。

## 歴史

### 2005 DARPA グランドチャレンジ
2005年のテラマックスは3台のLIDARレーザー測距ユニット(1台は4平面に対応)を備え、3台の前方監視カメラと2台のGPS誘導装置を備えた。2005年のDARPAグランド・チャレンジでは小規模な暴風に遭遇した。これにより車両は混乱した。午後5時頃、テラマックスは2番目のトンネルでセンサーの誤較正を起こした。この後、車両は左にそれたが安全に完走した。車両の平均速度は10.27 mph (16.53 km/h)だった。10時間の制限時間を超過したので完走車の中で唯一$200万ドルの賞金は受け取れなかった。

### 2012 貨物 UGV
オシュコシュと国立ロボット技術センターは2010年から2012年にコンボイ運用に特化した無人陸上車両の技術開発のためにアメリカ海兵隊戦闘研究所の後援を受けた。

### IED対策
2013年、国際無人機システム協会でM-ATVにテラマックスシステムを搭載する予定である事を発表した。この改修によりM-ATVが無人地上車両（UGV）となり、工兵部隊での対IED任務や危険地域での移動経路確保任務などへ利用可能であると提案されている。

## テレビ番組
英BBCのトップ・ギアのシリーズ19においては、アメリカ合衆国ネバダ州をNevada Automotive Test Centerを舞台にジェームズ・メイが運転するレンジローバーと対決した。